# Fritz Genschow
Fritz Genschow (né le 15 mai 1905 à Berlin, en Allemagne et mort le 21 juin 1977 dans la même ville) est un acteur, réalisateur, scénariste et producteur de cinéma allemand.

## Filmographie

### Comme acteur
- 1928 : Hände hoch, hier Eddy Polo : Russenphilipp
- 1929 : Vererbte Triebe: Der Kampf ums neue Geschlecht
- 1929 : Jenseits der Straße - Eine Tragödie des Alltags : Arbeitsloser / Unemployed man
- 1931 : Gesangverein Sorgenfrei
- 1931 : Kennst Du das Land : Silvano
- 1933 : Morgenrot : Oberleutnant 'Phipps' Fredericks
- 1933 : Les Fugitifs (Flüchtlinge) : Hermann, refugee-engineer
- 1934 : Ferien vom Ich
- 1934 : Au bout du monde : Le sibérien
- 1934 : Die Spork'schen Jäger : Leutnant v. Naugaard
- 1935 : Eine Seefahrt, die ist lustig : Fritz Schmitz
- 1935 : Hundert Tage : Lucien
- 1935 : Henker, Frauen und Soldaten : Buschke
- 1935 : Jeanne d'Arc (Das Mädchen Johanna) : Hauptmann
- 1935 : L'Étudiant de Prague (Der Student von Prag) : Dahl
- 1936 : Die Entführung de Géza von Bolváry
- 1936 : Die Letzte Fahrt der Santa Margareta
- 1936 : Straßenmusik : Hans Lünk
- 1937 : Wie der Hase läuft
- 1937 : Augenzeugen
- 1937 : Alkohol und Steuerrad : Autofahrer
- 1937 : Gleisdreieck : Fritz Buchholz
- 1937 : Man spricht über Jacqueline : Lionel Clark
- 1937 : Ein Volksfeind : Kapitän Holster
- 1938 : Drops wird Flieger : Steffen
- 1938 : Dreizehn Mann und eine Kanone
- 1938 : Geld fällt vom Himmel : Gusdav Pasemann
- 1939 : Verdacht auf Ursula : Gutsinspektor Arndt
- 1939 : Roman eines Arztes
- 1939 : Drei Unteroffiziere : Unteroffizier Fritz Kohlhammer
- 1940 : Zwielicht
- 1940 : Sommer, Sonne, Erika : Fritz Brochet
- 1940 : Links der Isar - rechts der Spree : Alfred Schulze
- 1940 : Friedrich Schiller - Der Triumph eines Genies : Student Kapff
- 1943 : Floh im Ohr
- 1943 : Titanic : Landarbeiter Henry
- 1953 : So ein Affentheater
- 1953 : Rotkäppchen
- 1954 : Hänsel und Gretel
- 1955 : Der Struwwelpeter
- 1955 : Ina, Peter und die Rasselbande : Tobbi
- 1955 : Der Pfarrer von Kirchfeld : Franz Wagner, Eisenbahner
- 1955 : Aschenputtel : Der Vater / Father
- 1955 : Dornröschen : The King
- 1956 : Kalle wird Bürgermeister
- 1956 : Tischlein, deck dich : Woodworker
- 1957 : Die Gänsemagd

### Comme réalisateur
- 1935 : Der Interessante Fall
- 1938 : Drops wird Flieger
- 1953 : Rotkäppchen
- 1954 : Hänsel und Gretel
- 1954 : Frau Holle
- 1955 : Der Struwwelpeter
- 1955 : Ina, Peter und die Rasselbande
- 1955 : Aschenputtel
- 1955 : Dornröschen
- 1956 : Kalle wird Bürgermeister
- 1956 : Tischlein, deck dich
- 1957 : Die Gänsemagd
- 1962 : Der Vertauschte Prinz
- 1962 : Rumpelstilzchen

### Comme scénariste
- 1962 : Rumpelstilzchen
- 1953 : Rotkäppchen
- 1954 : Hänsel und Gretel
- 1955 : Der Struwwelpeter
- 1955 : Ina, Peter und die Rasselbande
- 1955 : Aschenputtel
- 1955 : Dornröschen
- 1956 : Kalle wird Bürgermeister
- 1956 : Tischlein, deck dich
- 1957 : Die Gänsemagd
- 1962 : Der Vertauschte Prinz
- 1962 : Rumpelstilzchen

### Comme producteur
- 1953 : Rotkäppchen
- 1954 : Frau Holle
- 1955 : Der Struwwelpeter
- 1955 : Ina, Peter und die Rasselbande
- 1955 : Aschenputtel
- 1955 : Dornröschen
- 1956 : Tischlein, deck dich
- 1957 : Die Gänsemagd
- 1962 : Der Vertauschte Prinz